# Drosera dilatatopetiolaris
Drosera dilatatopetiolaris är en sileshårsväxtart som beskrevs av Kondo. Drosera dilatatopetiolaris ingår i släktet sileshår, och familjen sileshårsväxter.
Artens utbredningsområde är:
- Northern Territory, Australien.
- Ashmore-Cartieröarna.
- Western Australia.

Inga underarter finns listade i Catalogue of Life.